# Campeonato Mundial de Halterofilismo de 1909
O 12º Campeonato Mundial de Halterofilismo foi realizado em Viena, na Áustria entre 3 de outubro a 2 de dezembro de 1909. Participaram 23 halterofilistas de 3 nacionalidades filiadas à Federação Internacional de Halterofilismo. 

## Medalhistas
| Evento           | Ouro                   | Prata                   | Bronze                     |
| ---------------- | ---------------------- | ----------------------- | -------------------------- |
| Médio (80 kg)    | Johann Eibel · Áustria | Josef Hofböck · Áustria | Anton Lenz · Áustria       |
| Pesado (+ 80 kg) | Josef Grafl · Áustria  | Karl Swoboda · Áustria  | Berthold Tandler · Áustria |

## Quadro de medalhas
| Ordem | País    | Medalha de ouro | Medalha de prata | Medalha de bronze | Total |
| ----- | ------- | --------------- | ---------------- | ----------------- | ----- |
| 1     | Áustria | 2               | 2                | 2                 | 6     |
| Total | Total   | 2               | 2                | 2                 | 6     |